# Museo Escárcega
El Museo Escárcega (MUSE) es un espacio cultural ubicado en la Ciudad de Aguascalientes, creado por Eduardo Escárcega Rangel para exponer su colección personal de obras pictóricas y de gráfica de artistas locales, nacionales e internacionales. Se trata de un espacio cultural independiente, el cual no tiene un apoyo estatal.

## Historia
Eduardo Escárcega Rangel comenzó a coleccionar obras de arte desde la década de los 70, cuando era un estudiante universitario, y en esos años ya había empezado a gestar la idea de crear un espacio para exhibir su colección. Las primeras obras que compró fueron de artistas como Sergio Zamarripa, Beatriz Zamora, Rafael Zepeda y Alfredo Zermeño. Tras muchos años de conseguir los recursos y la finca adecuada, se inauguró el museo el 21 de mayo de 2015.

## Espacios del museo

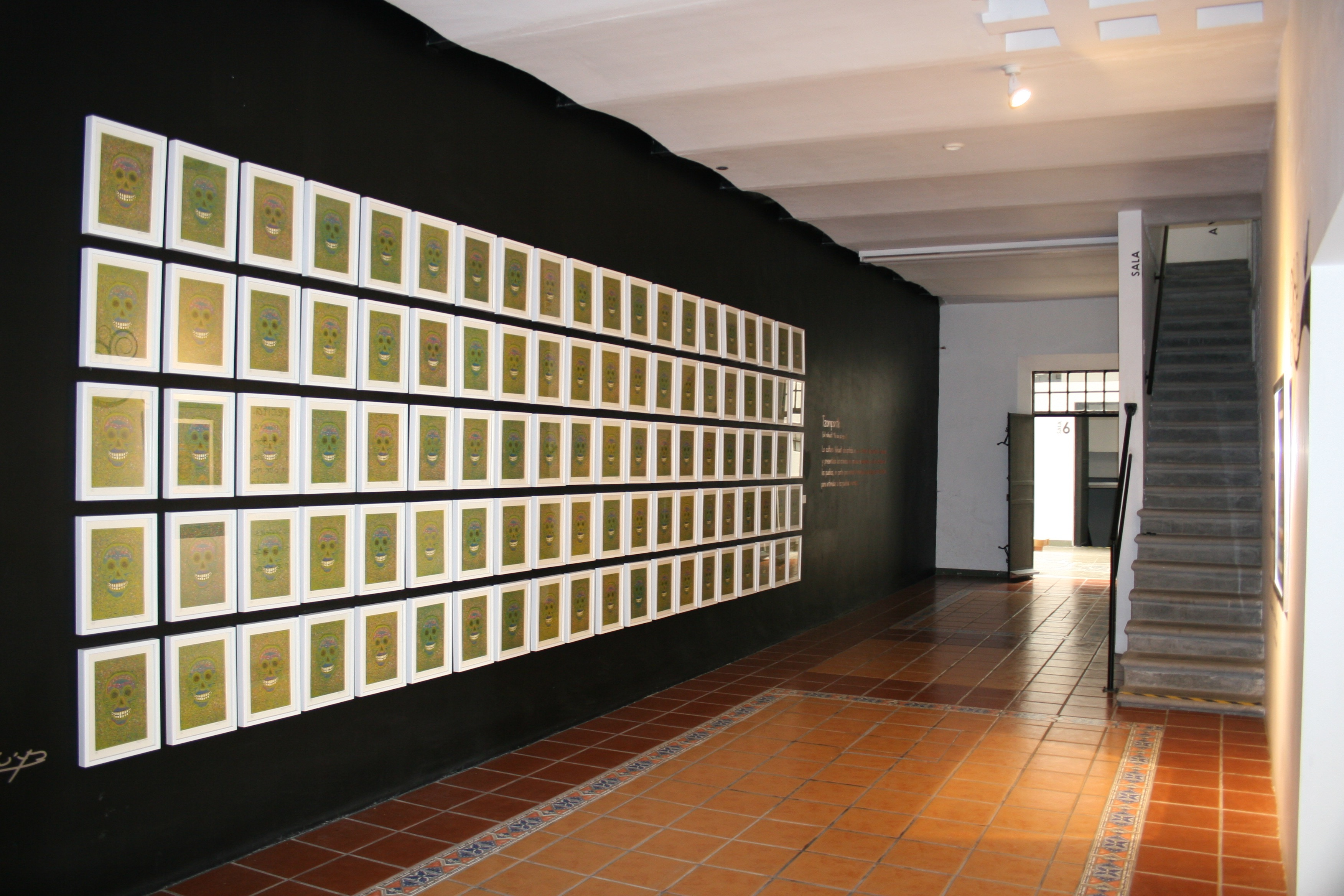
Sala 4 "La Muerte".

Posee 16 salas de exposición permanente, una sala de exposición temporal y un taller denominado Taller Galería Escárcega, el cual tiene la función de la producción, venta de arte, educación y renta a artistas.

## Colección
El museo cuenta con 16 salas permanentes en las que exponen obras de Octavio Bajonero, Rafael Coronel, Rafael Zepeda, Jordi Boldó, Patricia Herníquez, Gabriel Macotela, Boris Viskin, Francisco Toledo, Mario Benedetti, Carlos Castañeda, Roger Von Gunten, Santiago Cárdenas, Alfredo Zermeño, Adolfo Mexica, Vicente Rojo, Benjamín Manzo, Martha Chapa, entre otros.
La colección cuenta con alrededor de 400 obras, pero en bodega hay otras 500. Cuenta con piezas de caricaturistas como Rafael Berumen, obras de índole religiosa y piezas de arte mexicano contemporáneo.